# Sjötullen (Långholmen)

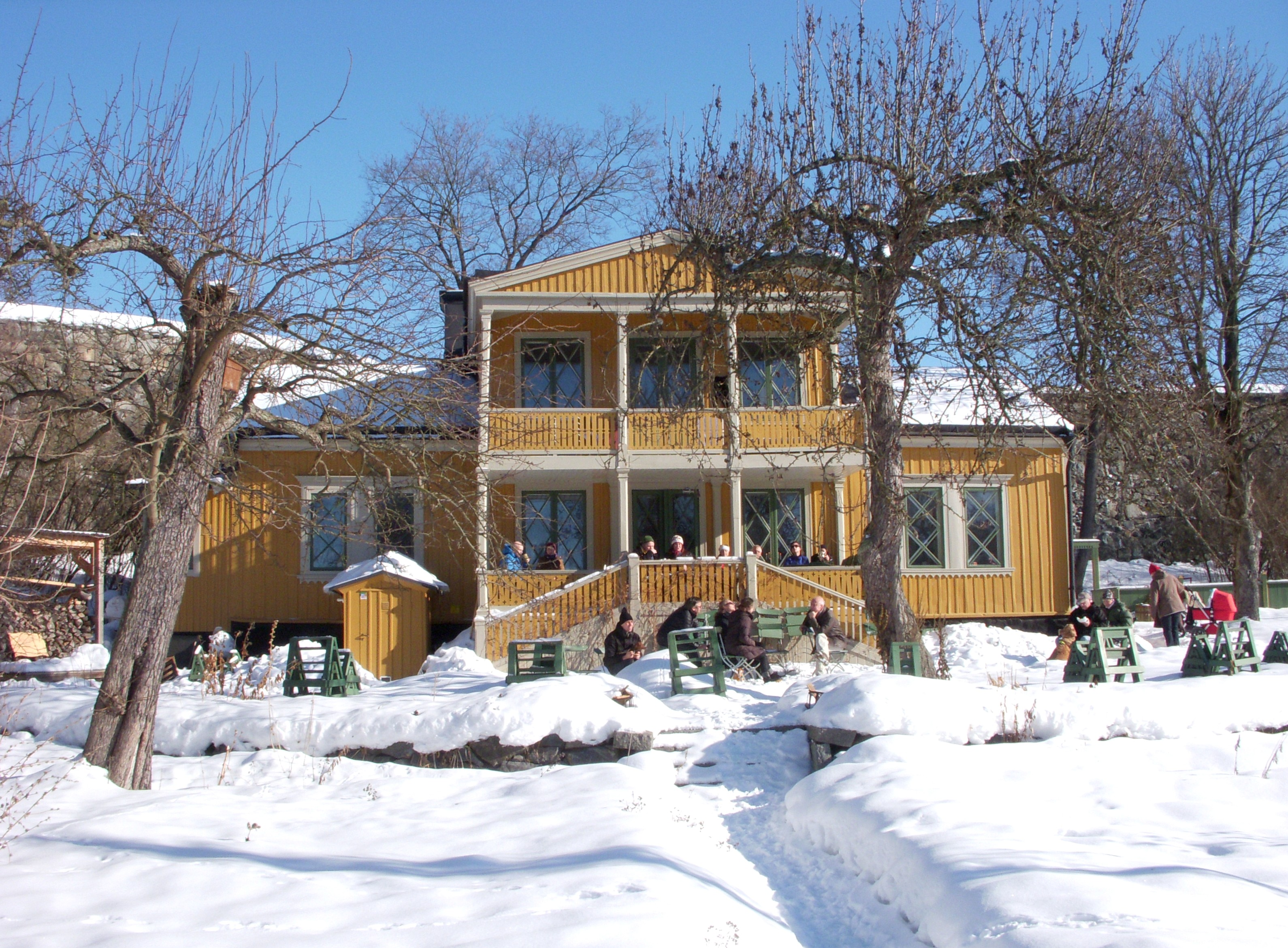
"Stora Henriksvik" 2010

Sjötullen (även Långholmstullen eller Stora Sjötullen på Långholmen) var en stor sjötull på ön Långholmen i Stockholm. Idag kvarstår två byggnader från sjötullens tid: Stora Henriksvik och Sjötullen. Båda har blivit blåmärkta av Stadsmuseet i Stockholm, vilket innebär "att bebyggelsen bedöms ha synnerligen höga kulturhistoriska värden".
Den tidigaste bebyggelsen och den äldsta inrättningen på Långholmen var Långholmens sjötull. 1622 utfärdades en tullordning ("Lilla tullen") för Stockholm. Där farleden från Mälaren till Stockholm var som smalast anlades en tullstation. Det smalaste stället var mellan Smedsudden och Långholmen. De mindre farlederna spärrades med pålrader så att det inte gick att smita förbi tullen. Så skedde exempelvis med Pålsundet.

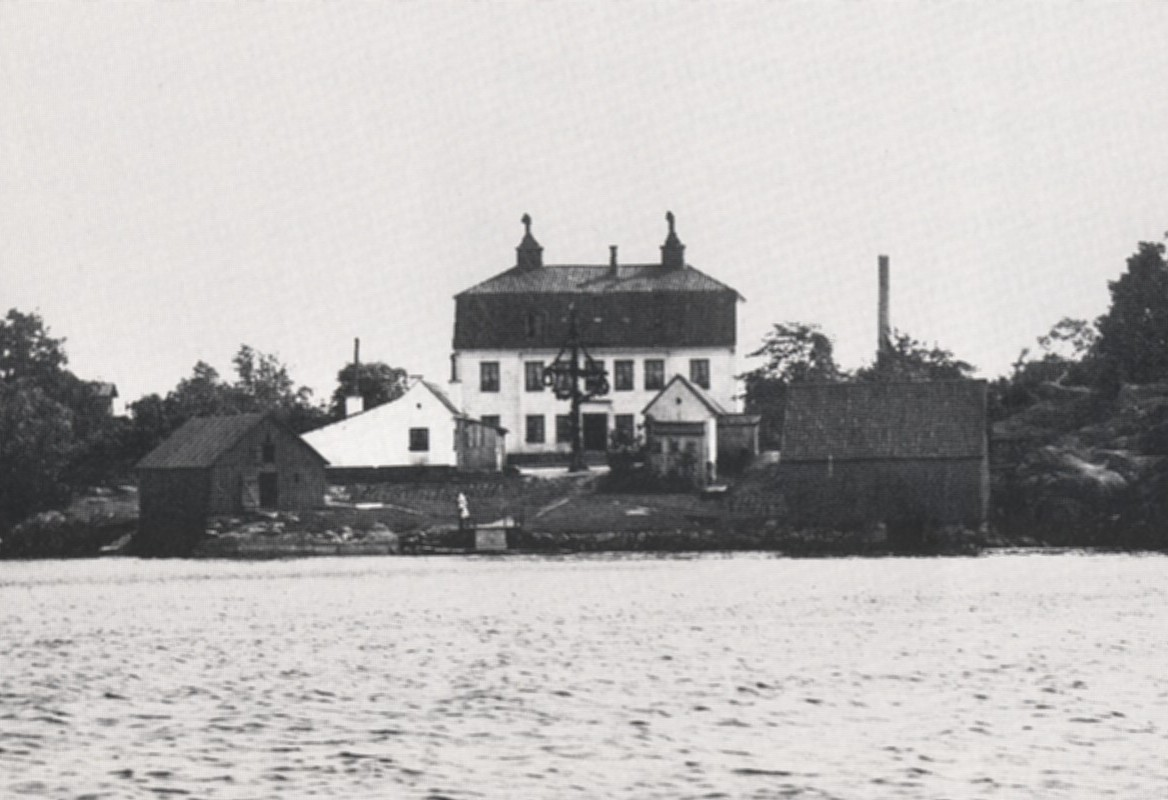
"Sjötullen" på 1890-talet

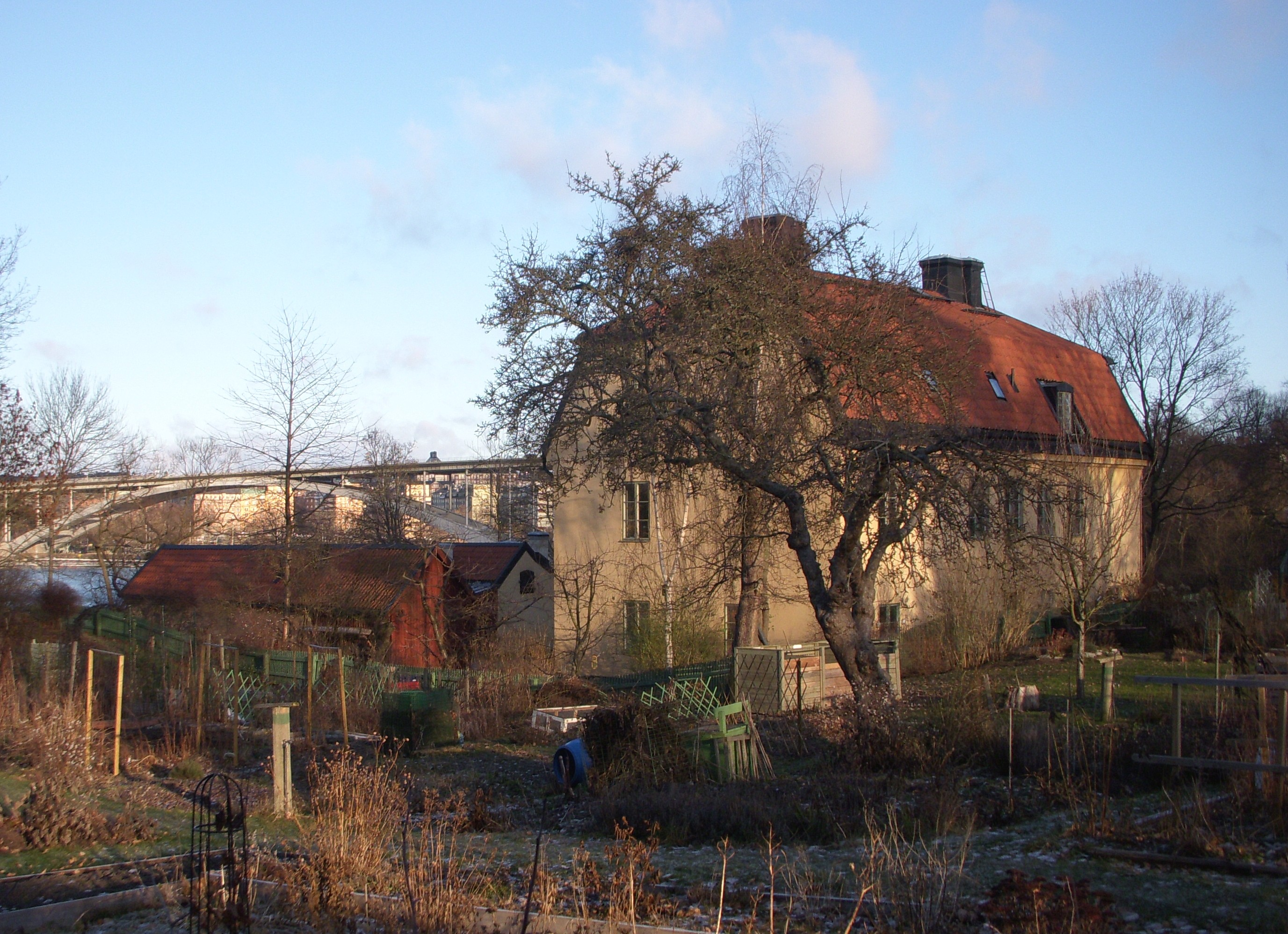
"Sjötullen" 2009

Den första sjötullen inrättades mitt på Långholmens norra sida, inte långt från nuvarande Långholmsbadet. Här fanns även en tillräckligt stor hamn för de båtar som anlände med tullpliktiga varor. Tullhandlingar från Långholmen finns bevarade sedan 1624, men en konkret tullbyggnad nämns först 1651. Under lång tid på 1700-talets början fanns tullverksamheten i olika byggnader på ön. 
År 1752 flyttade sjötullen in i ett eget hus som staden förvaltade och upprustade genom dåvarande stadsarkitekten Johan Eberhard Carlberg. Trähuset uppfördes förmodligen i slutet av 1690-talet eller början av 1700-talet det finns fortfarande bevarad och kallas idag Stora Henriksvik.  Byggnaden fick sitt nuvarande utseende genom en ombyggnad på 1850-talet. Där finns numera ett litet Bellmansmuseum som har tillkommit på privat initiativ och i samarbete med Sällskapet Bellmans Minne.
År 1785 flyttade tullverksamheten till ett putsat stenhus i två våningar, beläget på höjden lite längre söderut, som idag kallas Sjötullen. Byggnaden tillhörde tidigare en urfjädersfabrikör Olof Bäckelin och uppfördes av honom 1764. När hans verksamhet gick omkull fick staden möjlighet att förvärva fastigheten. I den nya Sjötullen fick både tullinspektorn och tullskrivaren plats, år 1787 kompletterades byggnaden med en vaktstuga och en tullbrygga.
Carl Mikael Bellman har besjungit i Fredmans epistel n:o 48 "Stora Sjötullen" på Långholmen. 1857 lämnade den siste tullaren sjötullen, därefter hyrdes byggnaden av fångvårdsstyrelsen och användes som bostäder för olika personalgrupper inom Långholmens centralfängelse. Idag är husen privatbostäder.